# ラファエル・グロッシー
- ラファエル・グロッシー
- ラファエル・グロッシ

ラファエル・マリアーノ・グロッシー（スペイン語: Rafael Mariano Grossi、1961年3月12日 - ）は、アルゼンチンの外交官。国際原子力機関事務局長（第6代）。
国際原子力機関副事務局長、駐墺アルゼンチン大使、原子力供給国グループ議長等を歴任した。

## 経歴
1983年、教皇庁立アルゼンチンカトリック大学を卒業し、学士号（政治学）を取得。国立外交学院を経て、1985年にアルゼンチン外務省入省。1991年にはジュネーヴ大学及び国際研究大学院で修士号（国際関係学）を取得し、その後、同大学で博士号（歴史学・国際政治学）を取得した。

### 専門家として

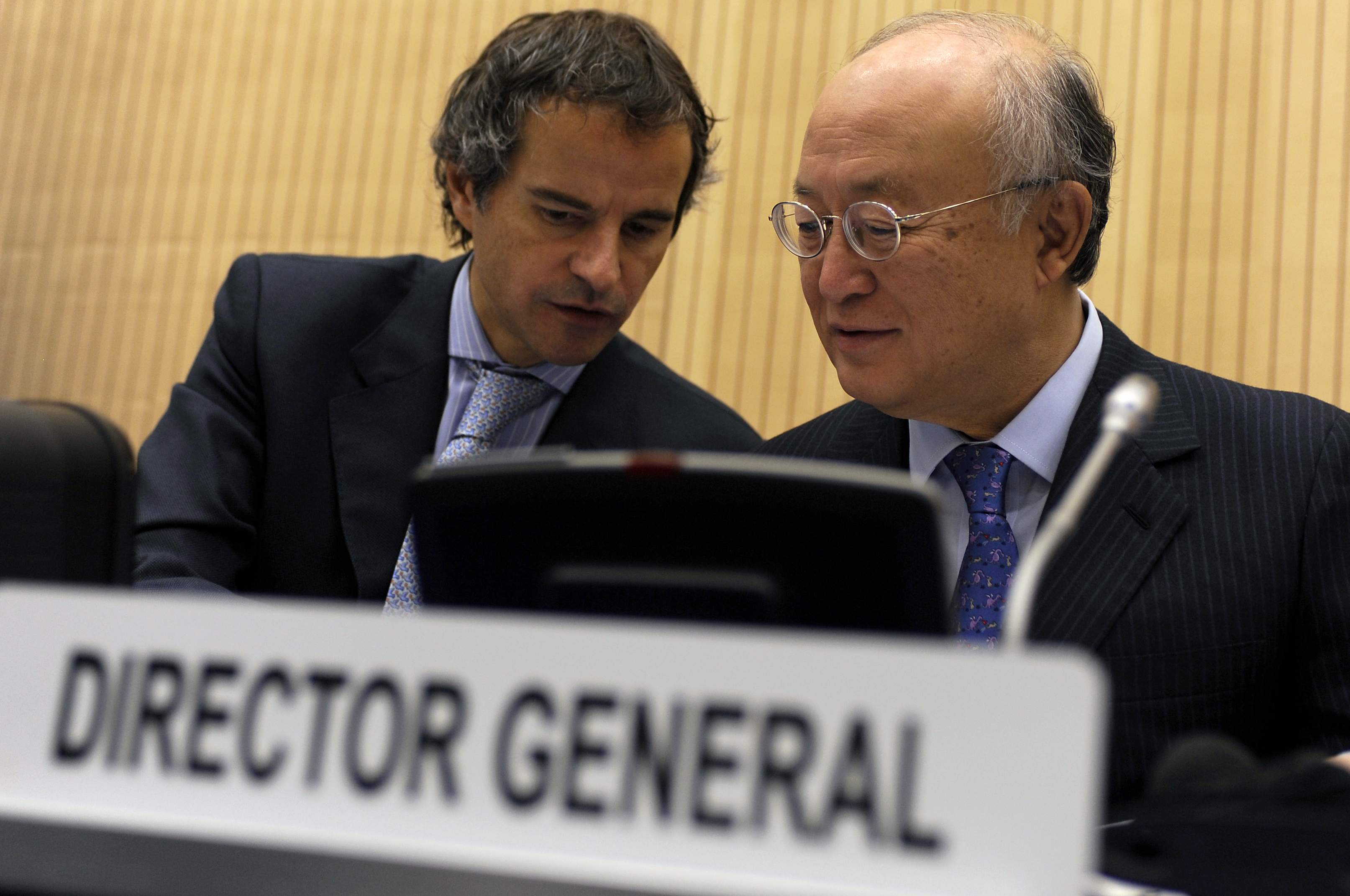
天野之弥と（2011年11月）

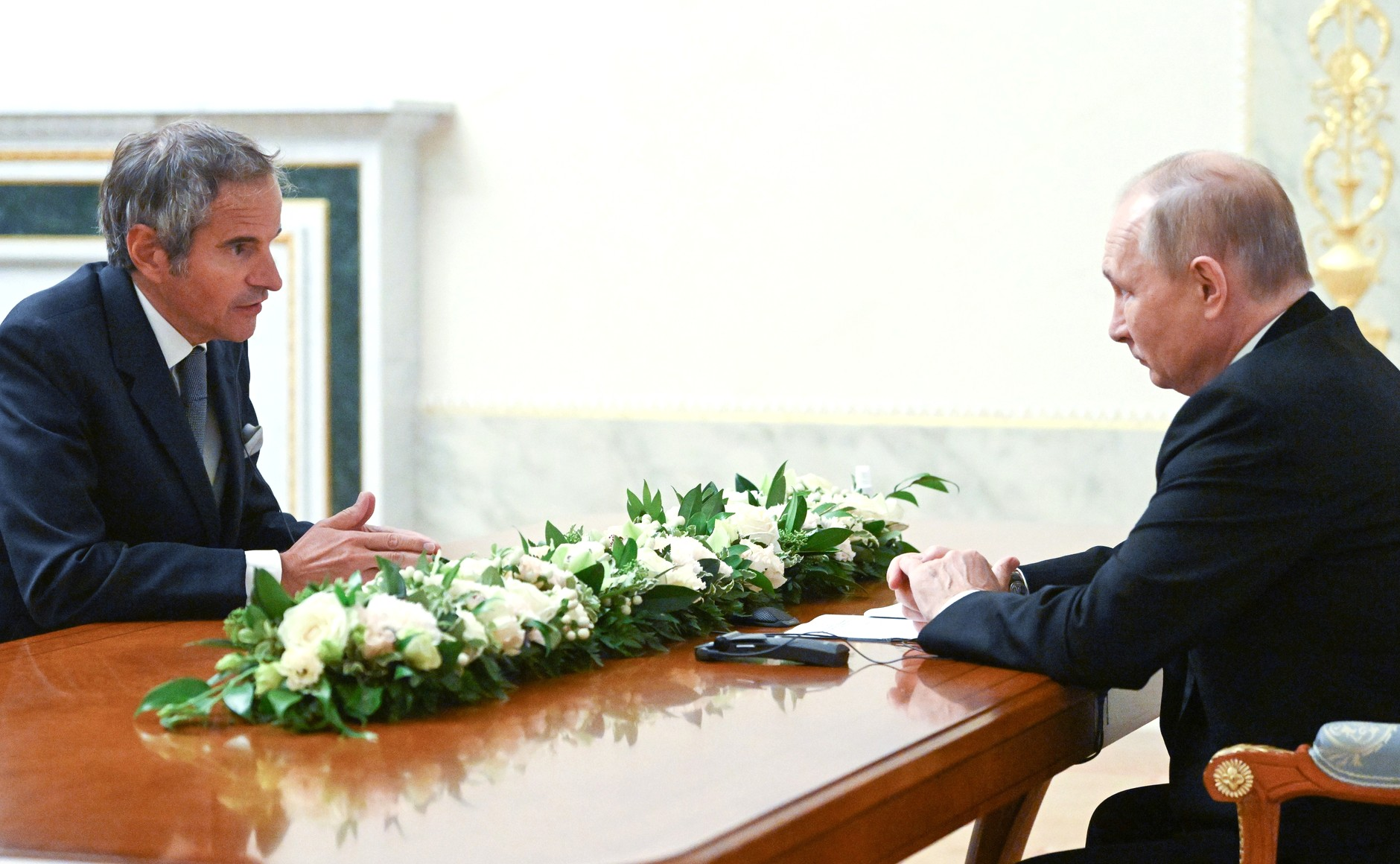
ウラジーミル・プーチンとの対話で（2022年10月）

原子力産業を専門とするINVAPと外務省との協力によって、自身も原子力政策に携わるようになったことを契機に、安全保障や軍縮、核不拡散問題の専門家として、アルゼンチンを代表して、これらの問題に関連する数多くのフォーラムに参加した。1997年から2000年にかけては、国際的な兵器登録に関する国連政府専門家会合の議長を務め、その後、軍縮に関する国連事務次長補顧問に就任した。
2002年から2007年にかけて、国際原子力機関（以下「IAEA」という。）及び化学兵器禁止機関の参謀長を務める。在任中は、北朝鮮の核施設を視察するほか、イランの核開発停止合意に向けたイラン代表との会談に複数回出席した。
外務省では、外務・礼拝省政治調整局長、駐ベルギー大使、国連ジュネーヴ事務局アルゼンチン代表等を歴任。2010年から2013年にかけてはIAEA副事務局長を務め、その昨年にはクリスティーナ・フェルナンデス・デ・キルチネル大統領から、ウィーンを拠点とする駐オーストリア大使兼国際機関大使に任命され、スロバキアやスロベニアにも駐在した。2014年、原子力供給国グループ議長に就任。
2015年9月、アルゼンチン政府は、ラテンアメリカやカリブ海諸国の支持を得て、グロッシーをIAEA事務局長候補に指名することを発表した。しかし翌年、マウリシオ・マクリ政権は、スサナ・マルコラの国連事務総長への立候補を推進するため、支持を撤回した。このため、当時の事務局長であった天野之弥は、自身の3期目入りを了承した。
2017年、マクリ大統領は、2020年に開催される核拡散防止条約再検討会議の議長にグロッシーを指名すると発表した。

#### サンフアン捜索への寄与
2017年11月、行方が分からなくなっていたアルゼンチン海軍の潜水艦サンフアンについて、グロッシーは潜水艦に何が起こったのか手掛かりを得る選択肢として、包括的核実験禁止条約機関準備委員会によって海底に設置されていた水中音響観測所の記録の再分析を発案した。グロッシーは事務局長のラッシーナ・ゼルボに連絡を取り、分析を行うよう説得した。こうした努力が実を結び、アセンション島とクローゼー諸島のリスニングポストが最後に捉えた潜水艦の位置（南緯46度07分 西経59度41分 / 南緯46.12度 西経59.69度）附近で「水中インパルス現象」が発生していたことが報告された。
艦の残骸は1年後、当該記録に基づく推定位置から約20キロメートル離れた場所で発見された。

#### IAEA事務局長時代
2019年8月2日、アルゼンチン外務省は、グロッシーをIAEA事務局長の候補として発表した。2019年10月28日、IAEA理事会は新たな事務局長を選出するための第1回投票を実施したが、いずれの候補者も35人の理事会で当選に必要な3分の2の得票数を得られなかった。翌29日、第2回投票が実施され、唯一の対抗馬で事務局長代行を務めていたコルネル・フェルータを抑えて、就任に必要な23票を超える24票を獲得し、加盟国による承認と宣誓の後、2019年12月3日に正式に就任した。ラテンアメリカ人の就任は初めて。
2022年8月、グロッシーはIAEAの査察団を率いて、ウクライナ南部にあるロシア占領下のザポリージャ原子力発電所を視察した。このほか、2022年以降、包括的共同行動計画（イラン核合意）再交渉のため、イランからの核物質に関する情報の入手が脚光を浴びる中、2022年9月、ウィーンで記者会見を行い、「政治的な圧力を受けている」と語った上で、イランの3つの核施設で発見されたウランの痕跡について懸念を表明した。
2024年8月、ロシアは自国のクルスク原子力発電所がウクライナからの攻撃にさらされていることをアピール。これを受けて同月27日、事務局長として現地視察を実施した。

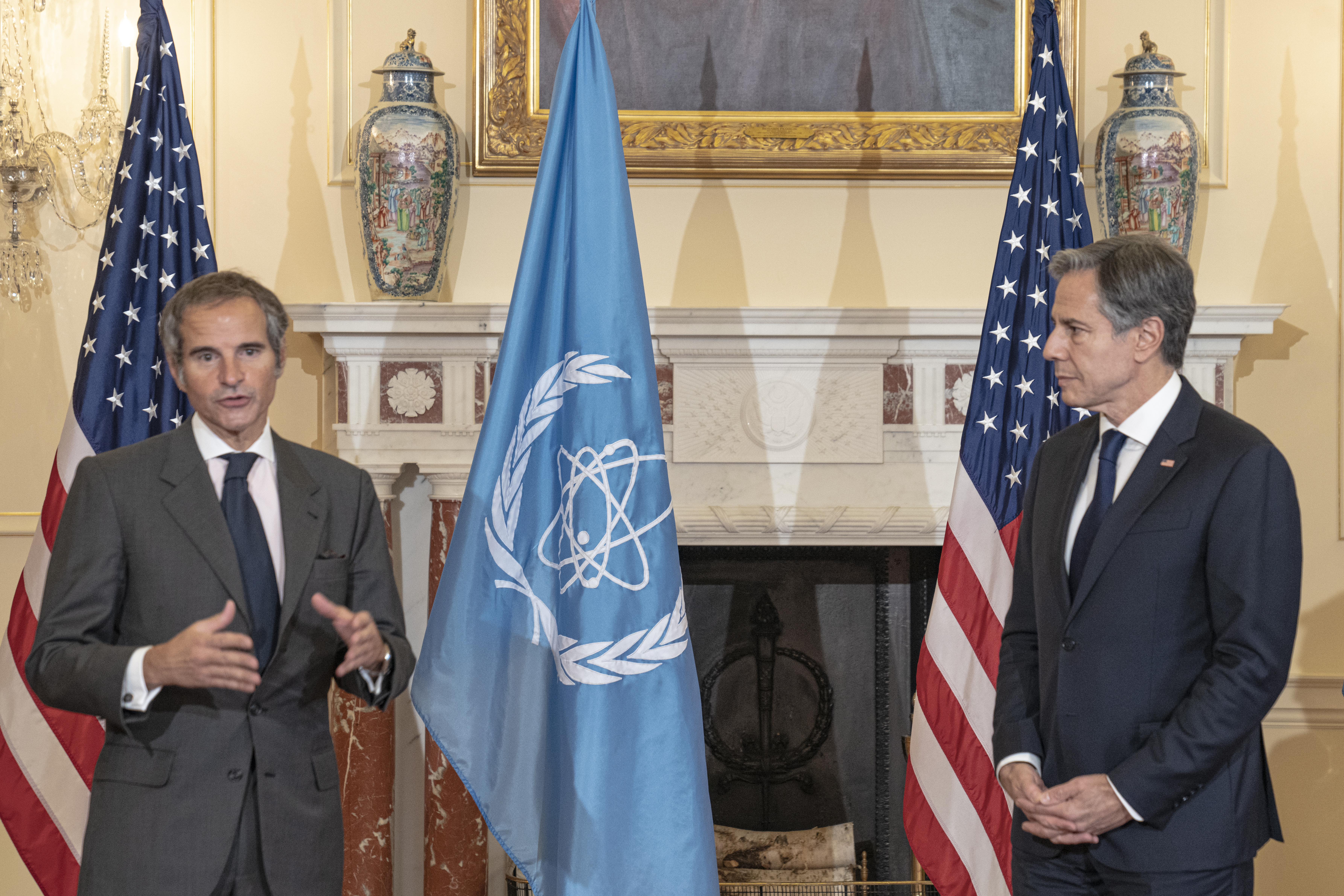
アントニー・ブリンケンアメリカ合衆国国務長官との会談（2021年10月）
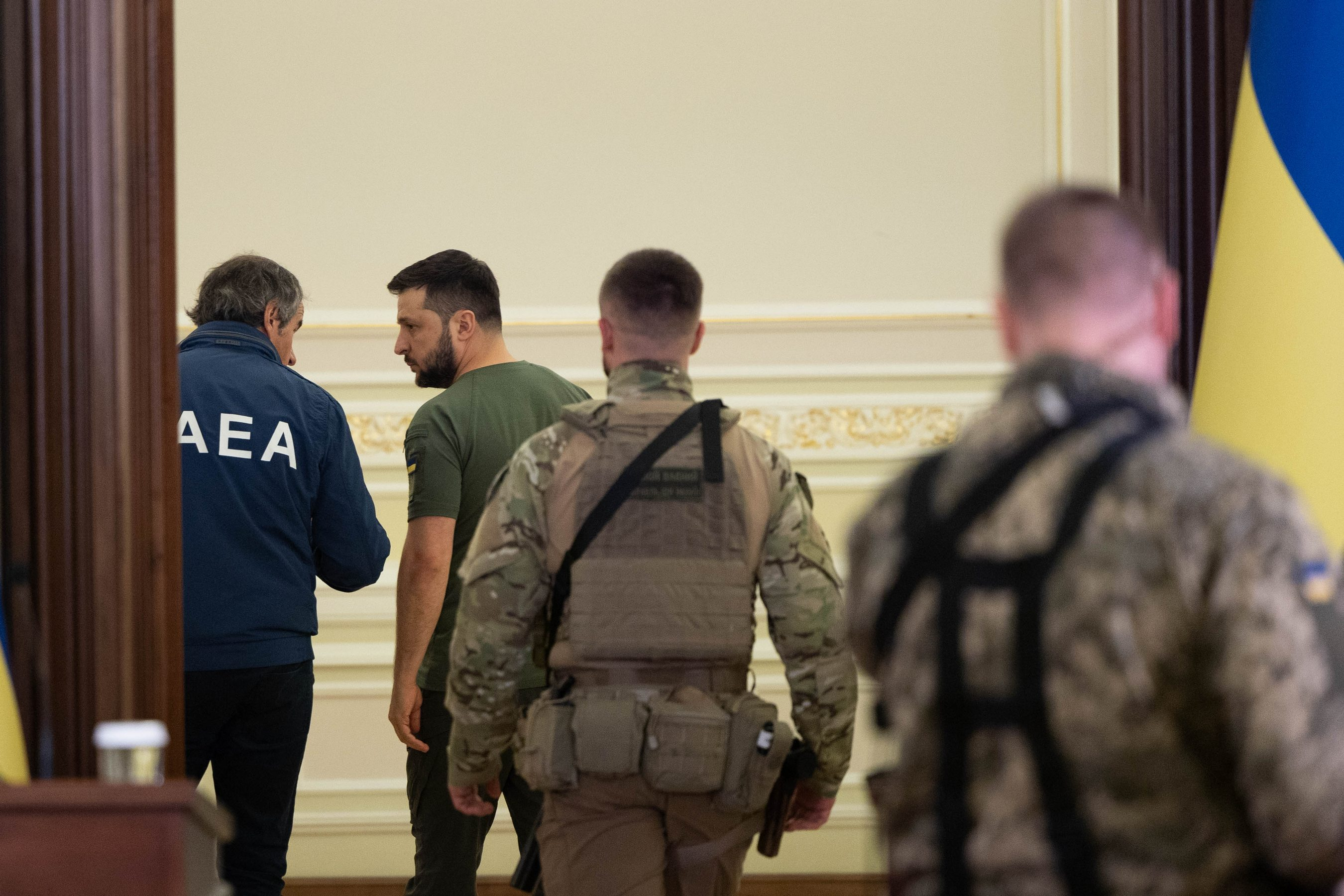
ウォロディミル・ゼレンスキーウクライナ大統領との対話（2022年4月）
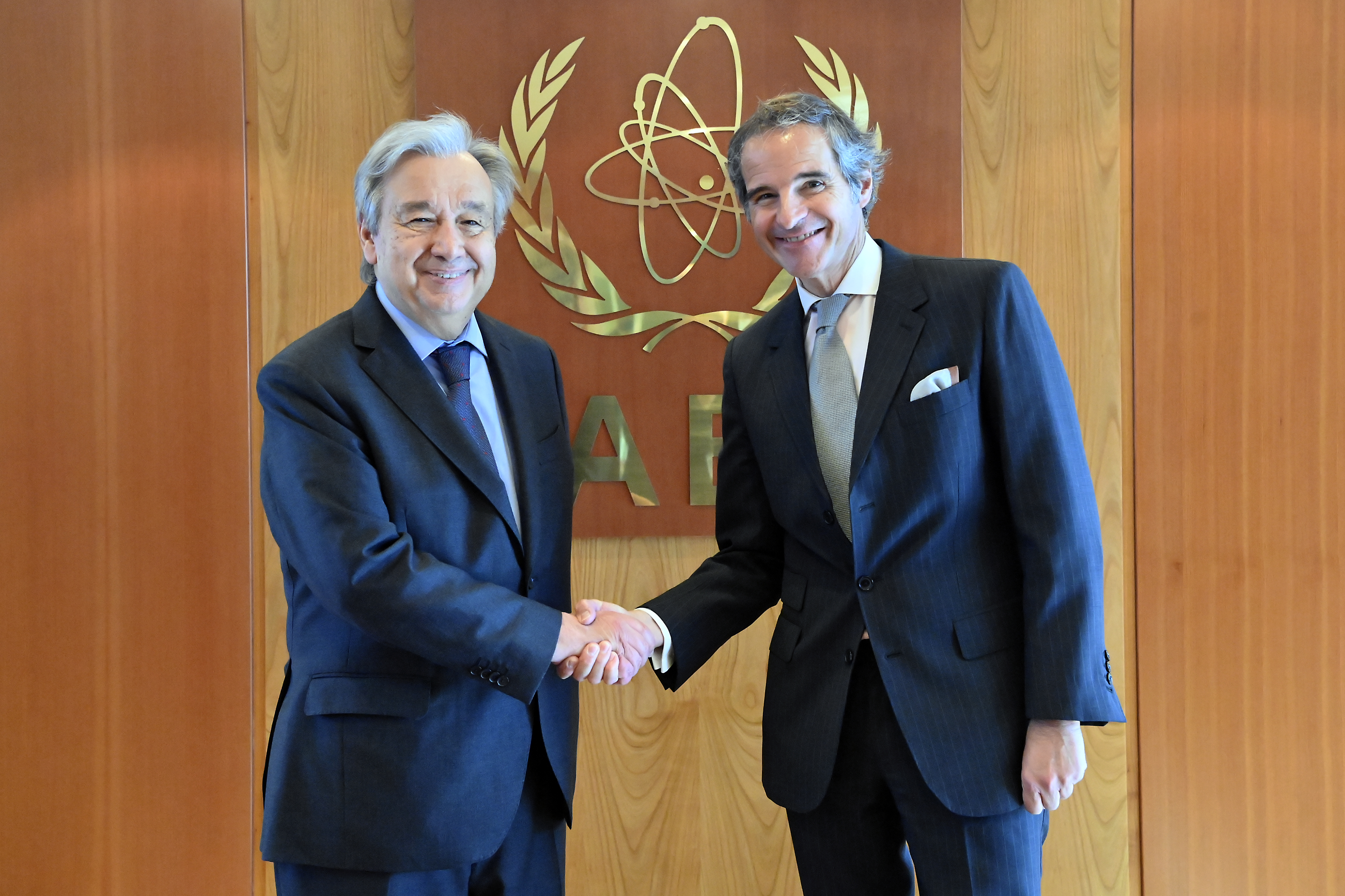
アントニオ・グテーレス国際連合事務総長との会談（2022年5月）

## 著作
- （スペイン語） Penúltima alianza: el proceso de expansión de la OTAN y el nuevo mapa de la seguridad internacional. Buenos Aires: Grupo Editor Latinoamericano. (1999). ISBN 978-9506945657
- （スペイン語） Kosovo, los límites del intervencionismo humanitario. Buenos Aires: Nuevohacer Grupo Editor Latinoamericano. (2000). ISBN 978-9506946326

## 栄典
- ブラジル　　： 海軍功労勲章（ポルトガル語版）
- カザフスタン： カザフスタン独立30周年記念国家勲章
- オーストリア： オーストリア共和国への奉仕に対する金色大綬章（ドイツ語版）
- イタリア　　： イタリア共和国功労勲章